# 95959 Covadonga
95959 Covadonga este un asteroid din centura principală de asteroizi.

## Descriere
95959 Covadonga este un asteroid din centura principală de asteroizi. A fost descoperit pe 28 septembrie 2003 la La Cañada de Juan Lacruz. Asteroidul prezintă o orbită caracterizată de o semiaxă mare de 3,07 ua, o excentricitate de 0,08 și o înclinație de 6,4° în raport cu ecliptica.